# Фаворський Володимир Андрійович
Володимир Андрійович Фаворський (рос. Владимир Андреевич Фаворский; 14 березня 1886, Російська імперія — 29 грудня 1964 Москва, СРСР) — російський та радянський графік, майстер портрета, ксилографії та книжкової графіки, мистецтвознавець, сценограф, живописець-монументаліст, педагог і теоретик образотворчого мистецтва, професор.
Академік Академії мистецтв СРСР (1962; член-кореспондент 1957). Народний художник СРСР (1963). Лауреат Ленінської премії (1962).

## Життєпис
Володимир Фаворський народився в Москві, в сім'ї адвоката. Перші навички в малюванні здобув удома під керівництвом матері — художниці О. В. Шервуд. У 1903-1905 займався в школі-студії К. Ф. Юона, відвідував вечірні заняття по скульптурі в Строгановском художньо-промисловому училищі. Після закінчення московської гімназії номер 5 в 1905 виїхав до Німеччини. У Мюнхені Фаворський навчався малюнку і живопису в школі Шимона Голлоші. Спочатку він хотів піти до більш знаменитому Ашбе, але той в 1905 помер. У 1930-х в Московському інституті образотворчого мистецтва у Фаворського виникне конфлікт з І. Е. Грабарем, свого часу навчалися у А. Ашбе (ймовірно, позначилося відмінність шкіл). Одночасно з навчанням малюнку і живопису Фаворський відвідував в Мюнхені заняття на мистецтвознавчому відділенні філософського факультету: слухав лекції Ханса Корнеліуса (послідовника А. Гільдебранда), Адольфа Фуртвенглера, Карла Фолля. Голлоші познайомив молодого Фаворського з творчістю Ханса фон Маре — члена «римського гуртка», до якого входив і Гільдебранд. На уроках у Голлоші Фаворскому відкрилося, що «Маре і Сезанн пов'язані воєдино». У 1907 повернувся в Москву.
У 1907 Фаворський вступив на історико-філологічний факультет Московського університету. У 1913 він закінчив мистецтвознавчий відділення цього факультету, яке було організовано з ініціативи професора Миколи Ілліча Романова (який створював разом з І. В. Цвєтаєвих Музей образотворчих мистецтв в Москві) і студентів Б. Р. Віппера, К. Н. Істоміна, Д. С. Недовіча, В. А. Фаворського. Тема дипломної роботи Фаворського — «Джотто і його попередники», в ній він спробував проаналізувати складність просторових відносин в живопису італійського проторенессанса. В цей же рік в Москві відкрилася перша виставка давньоруських ікон із зібрання Сергія і Степана Рябушинських. Тоді ж Фаворський працював над перекладом на російську мову з німецької книги А. Гільдебранда «Проблема форми в образотворчому мистецтві».
З 1921 Фаворський викладав у ВХУТЕМАСе, в 1923-1925 був ректором. Як і в німецькому Баухаузе, у ВХУТЕМАСе, створили «основне» (підготовче) відділення, де читали загальний пропедевтичний курс «формальної композиції». Його авторами були Фаворський, П. Я. Павлинов, К. Н. Істомін. У 1921-1924. на запрошення Фаворського у ВХУТЕМАСе викладав теорію мистецтва П. А. Флоренський. Фаворський викладав на графічному факультеті ксилографію (гравюру на дереві), на основному відділенні читав курс «Введення в теорію просторових мистецтв», на графічному факультеті також — «Теорію композиції» і «Теорію графіки». Програма курсу «Теорія композиції» збереглася в архівах художника, вона складена, безумовно, під впливом книги Гільдебранда «Проблема форми в образотворчому мистецтві».

## Сім'я та нащадки
1. Дружина художника — Марія Дервиз (1887-1959), дочка художника Володимира Дмитровича Дервіза (1859-1937); по материнській лінії внучка відомих педагогів Я. М. Симоновича та А. С. Симонович, племінниця В. О. Сєрова[5]. Їх діти:
  1. Фаворский Микита Володимирович (1915—1941). Помер.
  2. Фаворский Іван Володимирович (1924—1945). Помер.
  3. Марія Володимировна Фаворская-Шаховская (1928) — художник-кераміст, її чоловік, хрещений син Фаворського — Дмитро Михайлович Шаховской (1928—2016) — скульптор, автор годин на фасаді Театру Образцова, син православного священика Михайла Шика, розстріляного в 1937, і представниці старовинного дворянського роду Наталії Дмитрівни Шаховської[6], авторів книги про Фарадей «Загадка магніту». На се рід Фаворський (по лінії Володимира Андрійовича Фаворського) припинився.
    1. Іван Дмитрович Шаховской — художник. Його дружина Олена Миколаївна — професійний художник.
      1. Микола Іванович Шаховской — художник, компьютерний графік.
      2. Софія Івановна Касьян — художник

    2. Наталія Дмитрівна — поет та перекладач[7].
      1. Єлизавета Олександрівна Журавлева

    3. Дарина Дмитрівна — майстер декоративно-прикладного мистецтва.
      1. Михайло Володимирович Сарабьянов — правнук художника (син Дарини та Володимира Сарабьянова), художник-ксилограф
      2. Іван Володимирович Сарабьянов — художник-реставратор
      3. Марія Володимирівна Сарабьянова — живописець[8]

## Творчість і теорія мистецтва
У 1923 А. М. Ефрос назвав Фаворського «Сезанном сучасної ксилографії». Розглядаючи ранні гравюри і малюнки художника, ми ясно відчуваємо напруженість образотворчого простору. Як Сезанн за допомогою кольору, так і Фаворський штрихом і тоном створює складні відносини «виступаючих» і «відступаючих» форм. Іноді «порожні» ділянки паперу стають формою і виглядають активніше, ніж чорна друкарська фарба або олівцем штрих. Ці «інтенції» далекі від пасивного змальовування «об'єктивної» натури, вони утворюють особливу феноменологічний, або концептуальний, простір.
«Все, що ми сприймаємо, — писав Фаворський в статті „Про композиції“ (1932), — рухається і живе в просторі і часі. Тому будь-яка реальність повинна зображуватися не тільки тривимірно, а й неодмінно з урахуванням руху фігури». Свою думку Фаворський уклав так: «композиція — це є зображення часу». Майстер наполегливо доводив і демонстрував на прикладі своїх гравюр, як взаємодіють чорне і біле — одне і те ж зображення ми можемо сприймати як чорне на білому або як біле на чорному, це створює просторовість гравюри, одночасно «в кольорово-просторові відносини вступає білизна паперу», а відчутні, рухові відчуття надають зображенню просторово-часову цілісність. Причому «чорне в гравюрі виглядає активніше, матеріальніше», воно «чинить опір», протидіє білому, а біле «не пускає чорне», що і виражає гравюрний штрих. Наводячи до єдності протилежні початку, художник осягає можливість «цілісно сприймати, бачити і зображати разнопространственное і різночасне».
Фаворський відродив класичну чёрноштріховую гравюру на дереві і створив вітчизняну школу книжкової ілюстрації. Фаворський і його послідовники в 1910-1930-х. рішуче відмовилися від білого штриха, повернулися до середньовічної техніки, але при цьому по-новому стали вирішувати завдання особливої, специфічної для мистецтва гравюри цілісності просторових відносин зображення на площині білого аркуша паперу. Формальна інтенсивність взаємодії чорного і білого тонів, «милозвучність» і декоративність гравюр художників нової школи сприяли їх органічному «входженню» в композицію книги «як цілісного організму» (визначення Фаворського). Ілюстрації будувалися без обрамлень — вільним плямою на білому полі аркуша як особливому образотворчому просторі — та, отже, активно взаємодіяли з простором книги. Конструктивність зображень — ілюстрацій, віньєток, заставок, органічний зв'язок зображень зі шрифтом, який також «конструювали» художники школи Фаворського, створювали оригінальні художні тропи, особливу метафоричну мову, зближує графіку і мистецтво слова.

## Художники школи Фаворського
Серед перших учнів «кола Фаворського», який сформувався до 1929 були М. М. Аксельрод, А. Д. Гончаров, Б. В. Грозевскій, П. Я. Павлинов, Н. І. Падаліцин, М. Л. Фрам, І. А. Шпинель.
У грудні 1921 при Петроградському університеті було засновано видавництво Філософського суспільства. Його діяльність розпочалася з видання творів Платона, звідси виникла назва (в латинській транскрипції): «ACADEMIA». З 1923 видавництво розміщувалося при Інституті історії мистецтв графа В. П. Зубова («Зубовском інституті») на Ісаакіївській площі в Петрограді. У 1929 його перевели до Москви. У 1932 в СРСР з Італії повернувся «пролетарський письменник» А. М. Горький. У радянській історії він вважається організатором московського видавництва «ACADEMIA». Директором в 1933 призначили Л. Б. Каменєва, який разом з Горьким задумав і здійснив видання серії «Скарби світової літератури». Для оформлення і створення ілюстрацій були запрошені кращі художники, в тому числі ксилографії школи Фаворського. Учнями Фаворського були С. Д. Бігос, А. Д. Гончаров, А. А. Дейнека, Ольга Дейнеко, Г. А. Ечеістов, Ф. Д. Константинов, Л. Р. Мюльгаупт, М. І. Пиків, Ю. І. Піменов, М. І. Поляков, А. Г. Тишлер.

## Твори
- Груповий портрет з лежачими фігурами. 1910. Гравюра на дереві.
- Святий Георгій. 1911. Гравюра на дереві.
- Автопортрет. 1912. Індійська туш, гуаш.
- Портрет художника К. Істоміна. 1918. Гравюра на дереві.
- Вид Москви з Воробйових гір. З «Московської серії». 1918. Гравюра на дереві.
- Буквиці до книги Анатоля Франса «Думки пана Жерома Куаньяра». 1918.
- Жовтень 1917 року, 1928
- Ф. Достоєвський, 1929,
- Пушкін-ліцеїст, 1935,
- Серія «Великі російські полководці», 1945—1947

### Ілюстрації і книги
- «Судження пана Жерома Куаньяра» А. Франса, 1918,
- «Уявність в геометрії» П. Флоренського (вид. 1922)
- «Книга Рут» (1925)
- «Данте. Vita nova»(1934),
- «Тамара» А. Глоби (вид. 1923),
- «Труди і дні Михайла Ломоносова» Г. Шторми (вид. 1934),
- «Гамлет, принц Датський» У. Шекспіра (1941),
- «Сонети» Шекспіра (вид. 1948),
- Збірник «Роберт Бернс в перекладах С. Маршака» (вид. В 1950),
- «Слово о полку Ігоревім» (вид. 1954),
- «Борис Годунов» (1955, вид. 1956),
- «Маленькі трагедії» (вид. 1961)
- «Джангар»
- Наша давня столиця (вид. В 1950).

### Театр
- «Давид». М. Королькова. Театр маріонеток, петрушек і тіней. 1918.

Давид. Лялька-маріонетка. Дерево, розпис; Висота 65
Голова Голіафа. Дерево, розпис; Висота 19
Голова жінки біблійного типу (Мелхола?). Дерево, розпис; Висота 25
Голова старого біблійного типу (Самуїл?). Дерево, розпис; Висота 52
Музей театральної ляльки при Державному центральному театрі ляльок.
- «Ліпанюшка» (за казкою А. Афанасьєва). Театр маріонеток, петрушек і тіней. 1918.

Ляльки-маріонетки:
Старий. Дерево, розпис; Висота 61
Стара. Дерево, розпис; Висота 56
Баба Яга. Дерево, розпис; Висота 50
Музей театральної ляльки при Державному центральному театрі ляльок.
- Ляльки-маріонетки до невідомого спектаклю. 1918.

Горбань. Дерево, розпис; Висота 40
Стара. Дерево, розпис; Висота 40
Дівчина. Дерево, розпис; Висота 40
Власність сім'ї П. Я. Павлинова.
- «Дванадцята ніч» У. Шекспіра — МХАТ II. 1933 — Ескізи.

Загальна декораційна установка. Папір, акварель, гуаш, туш: 38,9 Х 58,4
Панно до сцени «Комора». Папір, акварель, гуаш, туш: 54,8 Х 63,6
Завіса до сцени «Берег моря» (Буря). Папір, акварель, гуаш, туш: 44 Х 68
Деталі макета — силуети рельєфів, фіранки, промальовування архітектурних деталей. Папір, акварель.
Костюми (8). Папір, акварель.
Державний театральний музей імені А. А. Бахрушина.
Задник: Місто. Папір, акварель: 39,5 Х 59
Панно до сцени «Комора». Папір, гуаш, туш: 57 Х 46
Завіса до сцени «Берег моря» (Буря). Папір, акварель: 36 Х 47
Задник «Хвиля». Папір, акварель: 40 Х 71
«Хвиля». Папір, картон: 39 Х 57
Костюми (17). Папір, акварель.
- «Брехня» («Сім'я Іванових») А. Афіногенова — МХАТ II. 1934 (не здійснено) — Ескізи.

Декорація I акту "Велика веранда заміського котеджу родини Іванових. Папір, акварель: 40 Х 60
Декорація II акта «Заводський парк з літнім театром». Папір, акварель 45 Х 65
Декорація II акта «Заводський парк з літнім театром». Папір, акварель 27,5 Х 56,5
Декорація II акта «Заводський парк з літнім театром». Папір, акварель 22,5 Х 31,5
Декорація II акта «Заводський парк з літнім театром». Папір, акварель 27,5 Х 37
промальовування деталей декорацій: «Дерева». Папір, картон.
Декорація III акту «Кабінет Олександра Петровича Рядового»
Державний театральний музей імені А. А. Бахрушина.
- «Іспанський священик» Д. Флетчера — МХАТ II. 1935 (художник А. Лентулов)

Ескіз костюма Амаранти роботи В. А. Фаворського. Папір, акварель 36 Х 21
ЦГАЛИ, ф. 2049, оп. 1, од. хр. 61
- «Благання про життя» Ж. Деваля — МХАТ II. 1935 — Ескізи.

Декорація: задник до «Прологу», «Нотрдам». Папір, туш 55 Х 66
Державний театральний музей імені А. А. Бахрушина.
Декорація до сцени «Пролог». Папір, акварель 43,5 Х 58
Декорація «Пролог», перший варіант (не зберігся)
Декорація II акта: «Будуар перед кімнатою Франсуази». Папір, акварель 45 Х 66
Костюми (37)
- «Моцарт і Сальєрі», «Кам'яний гість» А. Пушкіна — Театр імені МОСПС. 1937 — Ескізи.

«Моцарт і Сальєрі»
1 сцена «Кімната Сальєрі» (не зберігся)
Декорація 2 сцени "Особлива кімната в трактирі; фортепіано ". Папір, акварель 42 Х 66,5
Костюми (2). Папір, акварель.
Музей державного академічного театру імені Моссовета
«Кам'яний гість»
Декорація 1 сцени: «Дон Гуан і Лепорелло». Папір, картон 37 Х 48
Костюми (3). Папір, акварель
Державний театральний музей імені А. А. Бахрушина.
Декорація 4 сцени: «Кімната Донни Анни». Папір, акварель.
Костюми (9)
- «Скупий лицар» О. Пушкіна — Театр імені МОСПС. 1937 (не здійснено) — Ескізи

Декорація 1 сцени: «У вежі». Картон 35,8 Х 44,9
Державний музей образотворчих мистецтв імені О. С. Пушкіна
Декорація 1 сцени: У вежі. Папір. акварель 50 Х 69,8
Декорація 2 сцени: Підвал. Папір, акварель 51,5 Х 69
Декорація 3 сцени: У палаці. Папір, акварель 49,3 Х 67,5
- «Собака на сіні» Лопе де Вега — Театр Революції. 1937 — Ескізи

Єдина декораційна установка. Папір, картон 50 Х 75
Задник. Папір, акварель, гуаш 50 Х 76
Костюми (11)
Музей Московського академічного театру імені Вл. Маяковського
- «Віндзорські пустунки» О. Ніколаї — Ленінградський театр музичної комедії. 1938 (не здійснено) — Ескізи

Декорація 1 картини I дії «Вулиця у Віндзорі». Папір, акварель 55 Х 77
Декорація 2 картини II дії: «У будинку Форда». Папір, акварель 50 Х 66
Декорація 1 картини II дії: «Таверна». Папір, акварель 49,5 Х 75
Декорація III дії «Віндзорський парк». Папір, акварель 29,2 Х 41
Задник. Папір, акварель 30 Х 43
Завіса. Папір, акварель 30 Х 42,5
Задник. Папір, картон 50,5 Х 77
- «Орфей» («Орфей і Еврідіка») К. Глюка — Державний ансамбль опери під керівництвом І. С. Козловського. 1938 (не здійснено) — Ескізи

Декорація I дії: «Священний гай». Папір, акварель 57 Х 77
Декорація II Дія: «Підземне царство». Папір, акварель 57 Х 77
Декорація II дії: «Підземне царство». Варіант. Папір, акварель 57 Х 77
- «Орестея» С. Танєєва — Московська державна консерваторія, Малий зал. 1939

Ескіз декорації. Папір, акварель 57 Х 77
- «Великий государ» В. Соловйова — Державний театр імені Євг. Вахтангова. 1945 — Ескізи

Декорація: «Опочивальня Годунова». Папір, акварель, туш 45 Х 65
Декорація: «Велика престольного палата». Папір, картон, акварель 45 Х 65
Декорація: «Каплиця». (Сцена не ввійшла в спектакль). Папір, картон, туш 45 Х 64,5
Декорація: «Трапезна в будинку Шуйського». Папір, картон, акварель, туш 44,4 Х 63,5
Державний театральний музей імені А. А. Бахрушина.
Декорація (завіса). Папір, акварель 31,5 Х 48,5
Декорація 2 картини: «Шатер на березі Балтійського моря». Папір, акварель 43,5 Х 64
Задник до 2 картині: «Шатер на березі Балтійського моря». Папір, акварель 42 Х 58
Задник до 2 картині: «Шатер на березі Балтійського моря». Папір, акварель 33,5 Х 50
Декорація: «Олександрівська слобода». Папір, акварель 43 Х 62
Декорація: «Олександрівська слобода». Папір, акварель 33 Х 46
Музей Державного театру імені Євг. Вахтангова.
Грим. Папір, картон 24,5 Х 14
ЦГАЛИ, ф. 2376, оп. 1, од. хр. 349
Завіса. Папір, акварель 39 Х 60
Завіса. Папір, картон 29,5 Х 40
Завіса. Папір, кольоровий картон 32 Х 40
Декорація: «Інтер'єр». Папір, картон, акварель, туш 32 Х 44,5
Декорація: «престольного палата». Папір, акварель 32 Х 42,5
Декорація: «Покої цариці Марії Оголеною». Папір, кольоровий картон 22,5 Х 32
Декорація: «Інтер'єр». Папір, картон 46 Х 32
Декорація: «Інтер'єр». Папір, акварель 45,5 Х 66
Декорація: «Інтер'єр». Папір, акварель 45,5 Х 66
- «Орестея» С. Танєєва — Ансамбль радянської опери Всеросійського театрального товариства. Велика зала Будинку актора СОТ. 1946 — Ескізи

Декорація. Папір, картон 20 Х 32
Декорація. Папір, картон, акварель 27 Х 60
- «Фархад і Ширін» С. Варгун — Калінінський обласний театр драми. 1946 — Ескізи декорацій — В. Фаворський, В. Елькоін, костюми — В. Фаворський

Декорація: «Інтер'єр». Папір на картоні, картон, акварель, туш 49 Х 59,8
Декорація: «Палац Хосрова». Папір, картон, акварель 49,8 Х 69,6
Задник до цієї декорації. Папір, акварель 23,8 Х 36,4
Декорація: «Покої Хосрова». Папір, картон, акварель 50 Х 69,8
Декорація: "Палац Хосрова. Покої Ширін ". Папір, картон, акварель 50 Х 69,5
Задник до цієї декорації. Папір, акварель 23,8 Х 36,4
Декорація: «Палац Хосрова». Папір, картон, акварель 23,8 Х 36,4
Декорація: "Древній Азербайджан. Біля стін фортеці ". Папір, картон, акварель 50 Х 69,7
Декорація: «Гора Бістун». Папір, картон, акварель 50 Х 69,5
Декорація: «Кордон Ірану». Папір, картон, акварель 50,2 Х 69,5
Задник до цієї картини. Папір, картон, акварель 23,8 Х 36,4
Калінінська обласна картинна галерея
Костюми (26). Папір, картон, акварель
Музей Калінінського обласного театру драми
Ескізи, приналежність яких не позначена — в колекції В. А. Фаворського / Фаворський в театрі. Збірник. — М .: Союз театральних діячів РРФСР, 1988.

## Твори
- «Лекції з теорії композиції» (1921-22),
- «Шрифт, його типи і зв'язок ілюстрації зі шрифтом» (1925),
- «Організація стіни розписом» (1929)
- «Про мистецтво, про книгу, про гравюрі», М., 1986;
- «Розповіді художника-гравера», М., 1976;
- «Про художника, про творчість, про книгу», М., 1966.
- «Літературно-теоретична спадщина», М., 1988.

## Книги і публікації про В.А.Фаворського
- Халамінскій Ю. Володимир Андрійович Фаворський / Редактор Т. А. Савицька — М.: Мистецтво, 1964.
- Фаворський В. А. Розповіді художника-гравера. — М.: Детгиз, 1965.
- Фаворський В. А. Про малюнку, про композиції. — Фрунзе: Киргизстан, 1966.
- Vladimir Favorsky. Progress Publishers. Moscow. 1967.
- Фаворський В. А. Про художника, про творчість, про книгу. — М .: Молода гвардія, 1966. Укладач Є. С. Левітін
- Книга про Владіміра Фаворського / Укладач Ю. А. Молок. — М.: Мистецтво, 1967.
- Фаворський В. А. Розповіді художника-гравера. — М.: Дитяча література, 1976.
- Клімов Р. Нотатки про Фаворського, в збірниках: Радянське мистецтвознавство (74, М., 1975 і 75, М., 1976)
- Н. Л. Адаскіна В. Фаворський — педагог-теоретик // Радянське мистецтвознавство `77.2. М. 1978.
- Голіцин С. М. Слово про мудрого майстра. Повість / Оформлення В. Федяевской. Макет ілюстрацій Є. Мордкович. — М.: Дитяча література, 1977.
- Розанова M. Простір книги — Синтаксис. Публіцистика, критика, полеміка. № 6. Париж. 1980. С. 140
- Фаворський В. А. Про мистецтво, про книгу, про гравюри / Упорядник Є. С. Левітін. — М.: Книга, 1986.
- Фаворський в театрі / Укладач і автор вступної статті Г. І. Морозова — М.: Союз театральних діячів РРФСР. 1988
- Фаворський В. А. Літературно-теоретична спадщина / Укладачі Е. Б. Мурина, Д. Д. Чебанов; У вступній статті: Г. К. Вагнер. Владімір Андрійович Фаворський — теоретик мистецтва. — М.: Радянський художник, 1988. — ISBN 5-269-00094-6.
- Фаворський В. А. Спогади сучасників. Листи художника. Стенограми виступів. — М.: Книга, 1991.
- Чегодаєва М. Владіміра Андрійовича Фаворського / Рада по вивченню і охороні культурної і природної спадщини при Президії Російської Академії Наук; Інститут наукової інформації з суспільних наук РАН; Державний інститут мистецтвознавства. — М.: ГЕОС, 2004. — 68 с. — (Природна та культурна спадщина Москви). — ISBN 5-89118-399-4.
- Герчук Ю. Я. Фаворський. — М.: РВП-холдинг, 2018.

## Цікаві факти
- Владімір Фаворський вирішував завдання обійти претензії замовників наступним чином:  Виконавши чергове замовлення, Фаворський неодмінно підмальовував в куточку… маленьку жовту собачку. … Коли клієнт отримував роботу, він… починав вимагати собачку прибрати… Художник протестував, переконуючи …, що собачка — … найцінніший елемент, … основа композиції…. …клієнт наполягав, Фаворський в результаті… здавався і зафарбовував нещасну тварину, а замовник обтирав піт… . …боротьба з собачками клієнтів… так втомлювала, що помічати інші недоліки сил… не залишалося…, і… замовлення вони брали без жодних заперечень[12][13]..

## Пам'ять
- Ім'я присвоєно Інституту графіки і мистецтва книги Вищої школи друку і медіаіндустрії Московського політехнічного університету.